# 1949 في الكويت
تحتوي هذه المقالة على أهم الأحداث التي شهدتها الكويت في 1949، إضافة إلى أهم الشخصيات الكويت التي وُلدت أو تُوفيت في هذه السنة.

## السياسة

### الحكم
- أمير الدولة: جابر الأحمد الصباح
- رئيس الوزراء وولي العهد: سعد العبد الله السالم الصباح

## أحداث
- افتتاح المستشفى الاميري بتاريخ أكتوبر 1949.[1]
- أنشئت أول مصفاة للتكرير في الكويت في مدينة الأحمدي.[1]

## مواليد
- ديسمبر – أحمد عبد الله الربعي[2]  – ولد في المرقاب في الكويت[3] – دكتور في الفلسفة الإسلامية في جامعة الكويت وكاتب في جريدة الشرق الأوسط اللندنية ووزير التعليم السابق وعضو في مجلس الأمة الكويتي سابقاً، توفي في يوم 5 مارس 2008 بعد صراع طويل مع مرض العضال استمر أكثر من سنتين واستدعى إرساله إلى الولايات المتحدة مرات عدة للعلاج.[4] وكان يدعو إلى التفكير العقلاني لحل النزاعات العربية ومحاولته لوضع سبل الحوار للتعايش مع الآخرين.[5]
- حسين نصير
- سليمان الياسين
- صالح الفضالة
- طاهر النجادة
- عايد المناع
- عبد الرزاق خلف
- عبد الله الحبيل
- عبد الله الرومي
- عبد الله السيفان
- عبد المحسن المدعج
- عصرية الزامل
- علاء حسين علي
- علي البغلي
- غنيمة زيد الحرب
- محمد البناي
- محمد سعد (عداء سريع)
- محمد مفرج المسيلم
- مشاري العصيمي
- نبيل الفضل